# Floyd Mayweather, Jr.
Floyd Mayweather, Jr. (tên khai sinh là Floyd Joy Sinclair) (sinh ngày 24 tháng 2 năm 1977) là một võ sĩ quyền Anh chuyên nghiệp người Mỹ. Được biết đến như một trong những tay đấm tài năng nhất mọi thời đại, đạt thành tích bất bại trong suốt sự nghiệp thi đấu chuyên nghiệp, vô địch 5 hạng cân khác nhau. Khi thi đấu nghiệp dư, ông đã đạt Huy chương Đồng môn Boxing (hạng lông) tại Thế vận hội Mùa hè 1996, 3 danh hiệu Đôi găng vàng và vô địch Giải Quyền anh nghiệp dư quốc gia.
Mayweather được nhiều lần bình chọn các danh hiệu cá nhân bởi các tổ chức uy tín như: 2 lần đạt danh hiệu Fighter of the Year của tạp chí The Ring (tạp chí chuyên về quyền anh được thành lập từ năm 1922) vào những năm 1998 và 2007, 3 lần đạt danh hiệu Fighter of the Year của Hiệp hội nhà báo Quyền anh Mỹ (vào năm 2007, 2013 và 2015), 6 lần đạt danh hiệu Best Fighter ESPY Award của đài ESPN (2007-2010, 2012-2014). Trong năm 2016, Mayweather được ESPN xếp hạng tay đấm vĩ đại nhất, đứng đầu bảng xếp hạng pound-for-pound trong vòng 25 năm trở lại đây. Cùng năm, ông cũng được BoxRec tôn vinh là tay đấm hạng bán trung vĩ đại nhất mọi thời đại. Nhiều tạp chí cũng như website về quyền anh đánh giá Mayweather như là tay đấm xuất sắc nhất thế giới phải kể đến như: The Ring, Sports Illustrated, ESPN, BoxRec, Fox Sports, and Yahoo! Sports.

## Thời niên thiếu
Floyd Joy Mayweather Jr. có tên khai sinh ra là Floyd Joy Sinclair. Ông sinh vào ngày 24 tháng 2 năm 1977 tại Grand Rapids, Michigan, trong một gia đình đều là các tay đấm. Cha ông, Floyd Mayweather Sr., là một cựu vận động viên điền kinh, đã từng thi đấu với Hall of Famer Sugar Ray Leonard. Ông Jeff và Roger Mayweather là những tay đấm bốc chuyên nghiệp, cùng với cựu huấn luyện viên của Floyd giành hai chức vô địch thế giới. Bên cạnh đó ông còn là đối thủ của các tay đấu cừ khôi như Hall of Famers Julio César Chávez, Pernell Whitaker và Kostya Tszyu. Tuy Mayweather theo tên họ mẹ, nhưng họ của ông thay đổi thành Mayweather ngay sau đó. Anh học trường trung học Ottawa Hills trước khi bỏ học.
Đấm bốc đã là một phần của cuộc đời Mayweather kể từ thời thơ ấu. Ông không bao giờ nghiêm túc trong bất kì nghề khác. "Tôi nghĩ rằng bà tôi đã nhìn thấy tiềm năng của tôi trước tiên", ông nói. "Khi tôi còn nhỏ, tôi đã nói với bà rằng,"Cháu nghĩ rằng cháu nên kiếm một công việc khác". Bà ấy nói rằng, ''Không, con chỉ cần tập trung vào quyền anh''. Trong những năm 1980, Mayweather sống ở khu phố Hiram Square ở New Brunswick, New Jersey. Sau đó ông tường thuật lại rằng: "Khi tôi lên tám hay chín tuổi, tôi sống ở New Jersey với mẹ tôi và chúng tôi đã ở trong một phòng ngủ bảy lần và đôi khi không có điện. Khi mọi người nhìn thấy tôi bây giờ, họ không hề biết tuổi thơ khó khăn mà tôi đã từng trải qua như thế nào".
Trong một lần từ trường về nhà, Mayweather nhìn thấy kim tiêm heroin đã sử dụng ở sân trước. Mẹ ông nghiện ma túy, và ông đã có một em gái chết vì AIDS vì sử dụng ma túy. "Mọi người không biết được địa ngục mà tôi đã trải qua" anh nói.
Theo ông Mayweather, thời gian nhiều nhất mà cha ông dành cho ông là đưa ông tới phòng tập thể dục để tập luyện quyền anh. "Tôi không nhớ ông ấy đưa tôi đến bất cứ nơi nào khác hoặc làm bất cứ điều gì mà một người cha sẽ làm với một con trai, đi công viên, xem phim hoặc để có được kem", ông nói. "Tôi luôn nghĩ rằng ông ấy chỉ thích con gái (chị gái của Floyd) hơn là con trai bởi vì chị ấy không bao giờ bị la rầy. Còn tôi thì thường xuyên bị cha mắng"
Cha của Mayweather cho rằng Floyd không nói sự thật về mối quan hệ cha con của họ. "Mặc dù tôi đã bán ma túy, nhưng tôi không bao giờ ngược đãi con trai của tôi", ông Mayweather nói. "Tiền bán thuốc tôi cho nó một phần của nó, tôi mua cho nó nhiều thức ăn. Tôi đã mua quần áo tốt nhất. Bất cứ ai ở Grand Rapids đều có thể nói với bạn rằng tôi đã chăm sóc con như thê nào. Floyd Sr. cho biết ông đã làm việc cả đêm và đã dành cả ngày của mình với con trai của mình, đưa nó đến phòng tập thể dục và đào tạo anh ta để được một võ sĩ quyền Anh. "Nếu không có tôi, nó sẽ không đạt được vị trí thê này đâu", ông nói.